# D 675 (Türkei)
Die Straße D 675 (Devlet yolu 675) ist eine 122 km lange Straße in der Türkei. Sie zweigt rund 40 km östlich von Eskişehir von der West-Ost-Achse der D 200 (Europastraße 90) nach Südosten ab und führt über Çifteler zur Straße D 260 (Europastraße 96) und weiter, nun nach Süden, über Emirdağ und Bolvadin nach Çay (Afyonkarahisar), wo sie auf die West-Ost-Achse der D 300 trifft und endet.